# Амануэль, Мерон
Мерон Амануэль (англ. Meron Amanuel, род. 6 ноября 1990, Асмэра, Эритрея) — эритрейский шоссейный велогонщик.

## Карьера
Заявил о себе в 2012 году, когда выиграл два этапа на Туре Руанды Tour of Rwanda. В том же году он принял участие на Тур де л'Авенир, а также отличился во время Тропикале Амисса Бонго, где был несколько раз на этапах в топ-10.
Сезон 2013 года также оказался хорошим сезон 2013. На Тропикале Амисса Бонго дважды был в топ-5 на этапах. Через месяц стартовал на Фенкил Норд Ред Сиа, где занял второе место на последнем этапе. Затем принял участие в Туре Эритреи, где финишировал на каждом этапе в четверке лучших и стал третьим в общем зачёте гонки. На чемпионате Эритреи занял второе место в групповой гонке.
С 2014 по 2016 год выступал за континентальную команду Bike Aid.
Стартовал на таких гонках как Эшборн — Франкфурт, Тур озера Цинхай, Париж — Бурж, Тур Алматы, Флеш дю Сюд, Тур дю Фасо, Тур Марокко, Тур Алжира, Тропикале Амисса Бонго, Тур Эритреи, Тур Руанды, Гран-при Шанталь Бийя

## Достижения
2012
2-й и 6-й этапы на Тур Руанды
2013
2-й на Чемпионат Эритреи — групповая гонка
3-й на Тур Эритреи

## Рейтинги
| Год                 | 2011  | 2012 | 2013 | 2014  | 2015  | 2016   | 2017   | 2018   |
| ------------------- | ----- | ---- | ---- | ----- | ----- | ------ | ------ | ------ |
| Мировой рейтинг UCI |       |      |      |       |       | 1551-й | 2119-й | 2689-й |
| Азиатский тур UCI   | -     | -    | -    | 427-й | 296-й | -      | -      | -      |
| Африканский тур UCI | 174-й | 65-й | 19-й | 141-й | 149-й | 116-й  | 171-й  | 217-й  |
|                     |       |      |      |       |       |        |        |        |
| Источник: UCI       |       |      |      |       |       |        |        |        |